# Northern Midlands Council
Northern Midlands Council is een Local Government Area (LGA) in Australië in de staat Tasmanië. Northern Midlands Council telt 12.482 inwoners. De hoofdplaats is Longford.